# Линкор проекта инженера Бубнова
Линкор инженера Бу́бнова — проект сверхдредноута, подготовленного в Главном Управлении Кораблестроения (ГУК) под руководством И. Г. Бу́бнова. Отличался детальностью проработки, мощной артиллерией, повышенной скоростью хода и приемлемым уровнем бронирования.

## История создания
Проектирование корабля началось в конце марта 1914 года, как только были получены данные по массе и габаритам четырёхорудийных 406-мм башен. Это был собственно единственный элемент нагрузки, который можно было получить, не имея основных размерений корабля.
Морской Генеральный штаб ставил жёсткие ограничения по размерам кораблей, и в первую очередь по осадке — предельная допустимая величина составляла 9,15 метров, поскольку суда с большей осадкой просто не смогли бы ходить по мелководному Балтийскому морю, для которого данный проект и создавался.

## Описание конструкции
Основной задачей стояло размещение трех четырёхорудийных башен на достаточно небольшом для такого вооружения корпусе. По этой причине практически не оставалось места для сколько-нибудь серьёзной противоторпедной защиты.
Бронирование корабля было «расслоенное». главный броневой пояс толщиной 280 мм имел 80-мм лиственничную подкладку и защищал 2/3 длины корабля. Имелся внутренний пояс и скос, толщиной 76 мм, что усиливало бортовую защиту до 356 мм. В оконечностях прикрытие было тоньше: 175 мм корма, и 100—200 нос. Казематы 130-мм орудий первоначально предполагались толщиной 125 мм, но Бубнов счел такую толщину избыточной, и для экономии веса, броню в казематах установили в 75 мм.
Траверсы предусматривались переменной толщины. Передняя имела толщину 25 мм между верхней и средней палубами, и 150 мм между средней палубой и кубриком. Задня имела толщину 75 мм между верхней и средней палубами, 300 мм между средней и нижней палубами, и 150 мм между нижней палубой и кубриком.
Горизонтальное бронирование имело четыре уровня. Верхняя броневая палуба имела толщину 35 мм, и заканчивалась в 23 метрах от кормы. Средняя броневая палуба имела толщину 75 мм и шла от носовой до кормовой траверсы, а дальше к корме имела толщину 35 мм. Предполагались две броневые настилки в носу и корме: 50-мм в носу, на уровне первой платформы (шла от носовой траверсы далее к носу), и 75-мм (между кормовой траверсой и переборкой защиты рулевого устройства.) Нижняя палуба была не бронированной, но внутри цитадели имела 75-мм скосы.
Рулевое устройство имело спереди 175-мм переборку. Голова баллера руля имела вокруг 75-мм цилиндр, прикрытый 125-мм крышкой.
Башни имели 400-мм круговое бронирование, 200-мм переднюю наклоненную часть крыши, и 250-мм заднюю горизонтальную часть. Барбеты имели толщину 375 мм выше верхней палубы и 250 мм ниже. Боевая рубка имела толщину стенок 450 мм выше верхней палубы и 375 мм ниже.
Подводная защита была представлена только одной продольной переборкой толщиной от 10 до 15 мм. Дно линкора от первой башни до кормы тройное, а от башни до носа — двойное. Предполагались устройства сетевой защиты, но их установка детально не прорабатывалась.
Вооружение было представлено двенадцатью 406/45 орудиями главного калибра в трех расположенных линейно четырёхорудийных башнях, и двадцатью четырьмя 130/55 орудий противоминного калибра в казематах. Орудия противоминного калибра располагались в казематах и имели стандартный боезапас в 225 снарядов на орудие, однако предусматривалось место на 250 снарядов на орудие.
О силовой установке известно немного. Однако известно, что предусматривалась возможность 40-минутного форсирования всех котлов и увеличение скорости хода до 27 узлов.

## Оценка проекта
Данный корабль, если был бы построен, представлял бы из себя очень мощную боевую единицу за счет 25-узловой скорости хода, тогда как зарубежные аналоги развивали 21-23 узла, и за счет двенадцати мощных 406-мм орудий. Если это были орудия Обуховского завода, то они имели массу снаряда 1116—1117 кг, бортовой залп имел вес 13 392 — 13 404 кг, в то время как ближайшие конкуренты на европейском ТВД — Куин Элизабет и Байерн — имел вес залпа 7000 и 6000 кг соответственно. Подобный вес залпа имел лишь линкор Второй Мировой Ямато — 13 140 кг. Однако бронирование палуб данного проекта, будучи ещё достаточным для 1913—1915 года, уже с 1916 становилось недостаточным, хотя бортовая броня толщиной в 356 мм была вполне адекватной даже для конца Первой Мировой. Противоторпедная защита была очень несовершенной, и поэтому подводные лодки могли бы представлять для него серьёзную опасность.